# Adam Ali Musab
Adam Ali Musab (arabisch مصعب ادم علي, * 17. April 1995) ist ein katarischer Leichtathlet, der im Mittelstrecken- und Hindernislauf an den Start geht.

## Sportliche Laufbahn
Erste Erfahrungen bei internationalen Meisterschaften sammelte Adam Ali Musab bei den Juniorenasienmeisterschaften 2014 in Taipeh, bei denen er im 5000-Meter-Lauf und im Hindernislauf die Goldmedaille gewann. Im Jahr darauf nahm er an den Militärweltspielen im südkoreanischen Mungyeong teil und wurde dort in 3:49,24 min Siebter im 1500-Meter-Lauf. 2016 nahm er an den Hallenasienmeisterschaften in Doha teil und belegte dort in 3:38,30 min den vierten Platz. Bei den IAAF World Relays 2017 auf den Bahamas erreichte er mit der katarischen 4-mal-800-Meter-Staffel den sechsten Rang. 2018 nahm er erstmals an den Asienspielen in Jakarta teil, bei denen er in 3:47,35 min den fünften Platz belegte. Im Jahr darauf gewann er bei den Asienmeisterschaften in Doha in 3:43,18 min die Bronzemedaille hinter dem Bahrainer Abraham Rotich und Ajay Kumar Saroj aus Indien. 2021 qualifizierte er sich über 1500 m für die Olympischen Spiele in Tokio und schied dort mit 3:42,55 min in der Vorrunde aus.
2022 belegte er bei den Islamic Solidarity Games in Konya in 3:56,33 min den fünften Platz über 1500 Meter und gewann im Hindernislauf in 9:02,53 min die Bronzemedaille hinter dem Marokkaner Abderrafia Bouassel und Mohamed Ismail Ibrahim aus Dschibuti. Im Jahr darauf sicherte er sich dann bei den Hallenasienmeisterschaften in Astana in 3:43,42 min die Bronzemedaille über 1500 Meter hinter dem Japaner Kazuto Iizawa und seinem Landsmann Mohamad al-Garni. Ende April gewann er bei den Westasienmeisterschaften in Doha in 3:43,65 min die Silbermedaille über 1500 Meter hinter seinem Landsmann Abdirahman Saeed Hassan und auch im Hindernislauf sicherte er sich in 8:34,25 min die Silbermedaille hinter Landsmann Yaser Salem Bagharab. Anschließend belegte er bei den Asienmeisterschaften in Bangkok in 8:53,71 min den fünften Platz im Hindernislauf und im Oktober wurde er bei den Asienspielen in Hangzhou in 8:32,57 min Vierter.

## Persönliche Bestzeiten
- 800 Meter: 1:47,62 min, 5. September 2020 in Istanbul
- 1500 Meter: 3:32,41 min, 14. Februar 2021 in Doha
  - 1500 Meter (Halle): 3:37,30 min, 20. Februar 2016 in Doha
- Meile: 3:53,15 min, 1. Juli 2021 in Oslo
- 3000 Meter: 8:24,89 min, 15. März 2019 in Redlands
- 5000 Meter: 14:31,9 min, 2. März 2017 in Melbourne
- 3000 m Hindernis: 8:32,57 min, 1. Oktober 2023 in Hangzhou